# 大洋嵴鼬鳚
大洋嵴鼬鳚（学名：Glyptophidium oceanicum）为蛇鳚科嵴鼬鳚属的鱼类。分布于菲律宾南部萨马岛北太平洋水深563.3米、吕宋岛八打雁湾256米等处、和日本南部骏河湾户田冲、熊野滩、土佐湾等处海区以及东海琉球海沟附近水深143米海区及南中国海东侧水深325.6米海区等，属于太平洋西北部水深143-563.3米底层海鱼。该物种的模式产地在太平洋，菲律宾。

## 扩展阅读
維基物種上的相關：大洋嵴鼬鳚